# رویال رامبل (۲۰۱۶)
رویال رامبل ۲۰۱۶ (به انگلیسی: Royal Rumble) بیست و نهمین رویال رامبل سالانه غیر رایگان (Pay-Per-View) در کشتی حرفه‌ای است که توسط کمپانی دبلیودبلیوئی تهیه می‌شود و این دوره‌اش هم در تاریخ ۲۴ ژانویه ۲۰۱۶ در ورزشگاه اَم‌وِی سنتر شهر اورلندو ایالت فلوریدا برگزار شد. رویال رامبل ۲۰۱۶ اولین PPV دبلیودبلیوئی در سال ۲۰۱۶، بیست و نهمین بار از این رویداد و همچنین دومین رویال رامبلی بود که از شبکه دبلیودبلیوئی پخش شد. این پنجمین رویال رامبل ایالت فلوریدا پس از سالهای ۱۹۹۰، ۹۱، ۹۵ و ۲۰۰۶ و دومین رویال رامبل شهر اورلَندو پس از سال ۹۰ بود. ورزشگاه اَم‌وِی سنتر هم برای اولین بار رویدادی از کمپانی دبلیودبلیوئی را در خود برگزار می‌کرد.
برای اولین بار در تاریخ این رویداد است که قهرمان کمربند دبلیودبلیوئی سنگین‌وزن جهان
باید در خود مسابقه رویال رامبل از عنوانش دفاع می‌کرد و بطور کلی هم دومین باری بود که این مسابقه بر سر کمربند برگزار شد نه برای شانس مسابقه مقابل قهرمان در رسلمانیا.
شش مسابقه طی این رویداد برگزار شد که اولین آن در پیش‌نمایش یا مسابقه آغازین بود. در مسابقه اصلی (مسابقه رویال رامبل)، تریپل اچ با بیرون انداختن آخرین نفر یعنی دین امبروز برنده مسابقه و قهرمان جدید کمربند دبلیودبلیوئی سنگین‌وزن جهان شد.

## زمینه‌سازی
رویال رامبل شامل مسابقاتی بین دشمنی‌های موجود، ماجراهای پیش آمده و استوری‌هایی خواهد بود که پیش از این در برنامه‌های راو یا اسمک داون پخش شده بود. کشتی‌گیرها با توجه به مسابقات یا سری اتفاقاتی که برایشان رخ می‌دهد و تنش را به حد اکثر می‌رساند، نقش منفی یا قهرمان به خود می‌گیرند.

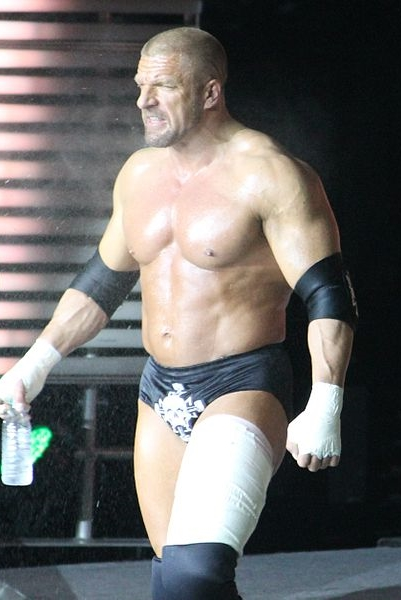
تریپل اچ برنده مسابقه رویال رامبل شد تا برای دومین بار برنده این مسابقه، در مجموع چهارده بار قهرمان و برای نهمین بار هم برنده کمربند دبلیودبلیوئی سنگین‌وزن جهان شود.

طبق رسم هرساله در رویال رامبل، رقابت بَتِل رویال ۳۰ نفره بین کشتی گیران برگزار می‌شود به این صورت که هر ۹۰ ثانیه یک نفر وارد رینگ می‌شود. برنده این مسابقه، فرصت رقابت بر سر کمربند دبلیودبلیوئی سنگین‌وزن جهان را در مسابقه اصلی رسلمانیا ۳۲ پیدا خواهد کرد. با این وجود رویداد این سال متفاوت است؛ به این صورت که قهرمان نیازی نیست که تا رسلمانیا منتظر رقیبش که برنده رویال رامبل است بماند، بلکه او در خود مسابقه رویال رامبل باید مقابل بقیه ۲۹ نفر دیگر از کمربندش دفاع کند. در راو ۲۸ دسامبر، بیگ شو به عنوان اولین نفر حضورش را در مسابقه رویال رامبل در این رویداد اعلام کرد. وینس مک‌ماهون در ادامه عداوت خود با رومن رینز، او را به عنوان نفر اول واردشونده در این مسابقه اعلام کرد.
در دبلیودبلیوئی تی‌ال‌سی، دین امبروز مقابل کِوین اُوِنز پیروز شد و کمربند بین قاره‌ای را مال خود کرد. طی هفته‌های پس از آن، درگیری‌های زیادی بین این دو بود؛ از جمله کوبیدن یکدیگر درون میز گزارشگران. در اسمک‌داون ۷ ژانویه، این‌دو باهم برای کمربند مسابقه دادند ولی هر دو بیرون رینگ با هم درگیر بودند تا اینکه مسابقه بخاطر شمارش معکوس بدون برنده پایان یافت. در اسمک‌داون ۱۴ ژانویه، امبروز اُوِنز را به یک مسابقه آخرین بازمانده برای کمربندش در رویال رامبل فراخواند که اُوِنز پذیرفت.
در اسمک‌داون ۷ ژانویه، کالیستو طی یک مسابقه بدون عنوان مقابل آلبرتو دل ریو پیروز شد. در راو ۱۱ ژانویه، کالیستو مقابل دل ریو پیروز شد تا کمربند ایالات متحده او را از آن خودش کند. در اسمک‌داون ۱۴ ژانویه، دل ریو مقابل کالیستو پیروز شد تا کمربند خود را پس بگیرد. در ۱۸ ژانویه اعلام شد که دل ریو باید در رویال رامبل از کمربندش مقابل کالیستو دفاع کند.
در راو ۴ ژانویه، بکی لینچ طی یک مسابقه بدون عنوان مقابل شارلوت پیروز شد. در اسمک‌داون ۷ ژانویه، شارلوت مقابل لینچ پیروز شد و کمربند دیواز خود را حفظ کرد. در اسمک‌داون ۱۴ ژانویه، بکی لینچ شارلوت را به مسابقه‌ای در رویال رامبل بر سر کمربند دیواز فراخواند که در راو ۱۸ ژانویه، ریک فلر به نمایندگی از دخترش آن را پذیرفت.
در راو ۱۱ ژانویه، د اوسوس در مسابقه‌ای بدون عنوان بر د نو دی غلبه کردند. در راو ۱۸ ژانویه، اعلام شد که دِ نو دِی باید در رویال رامبل از کمربند تگ تیم خود مقابل د اوسوس دفاع کنند.

## نتایج
| #                                                                                                 | نتایج | نوع مسابقه                                                                | مدت زمان |
| ------------------------------------------------------------------------------------------------- | --- | ------------------------------------------------------------------------- | -------- |
| ۱پ                                                                                                | مارک هنری و جک سوئگر پیروز مقابل درن یانگ و دیمین سنداو مقابل د دادلی بویز (بابا رِی دادلی و دی-وان دادلی) مقابل دِ اَسِنشِن (کانِر و ویکتور) | مسابقه تگ تیم مرگبار چهارجانبه برای کسب صلاحیت ورود به مسابقه رویال رامبل | ۷:۵۸     |
| ۲                                                                                                 | دین امبروز (c) پیروز مقابل کِوین اُوِنز | مسابقه آخرین بازمانده برای قهرمانی کمربند بین قاره‌ای                      | ۲۰:۲۱    |
| ۳                                                                                                 | د نو دی (کوفی کینگستون، بیگ ای (با همراهی زِیویِر وودز) (c) پیروز مقابل د اوسوس (جیمی و جِی اوسو)                                          | مسابقه تگ تیم برای قهرمانی کمربندهای تگ تیم                               | ۱۰:۵۳    |
| ۴                                                                                                 | کالیستو پیروز مقابل آلبرتو دل ریو (c)                                                                                                   | مسابقه تک نفره برای قهرمانی کمربند ایالات متحده                           | ۱۱:۳۰    |
| ۵                                                                                                 | شارلوت (c) (با همراهی ریک فلر) پیروز مقابل بکی لینچ                                                                                     | مسابقه تک نفره برای قهرمانی کمربند دیواز                                  | ۱۱:۴۱    |
| ۶                                                                                                 | تریپل اچ پیروز با بیرون انداختن آخرین نفر یعنی دین امبروز                                                                               | مسابقه رویال رامبل ۳۰ نفره برای قهرمانی کمربند دبلیودبلیوئی سنگین‌وزن جهان | ۱:۰۱:۴۴  |
| - (c) – نشان‌دهنده قهرمان(هایی) است که به میدان می‌روند - پ – نشان‌دهنده این است که مسابقه در پری–شو | |                                                                           |          |

### ترتیب واردشوندگان و شکست خوردگان در مسابقه رویال رامبل
| قرعه | کشتی‌گیر         | ترتیب | حذف‌کننده                | مدت حضور | تعداد حذف شدگان توسط او |
| ---- | --------------- | ----- | ----------------------- | -------- | ----------------------- |
| 1    | رومن رینز (c)*  | ۲۸    | تریپل اچ                | ۵۹:۵۰    | ۵                       |
| 2    | روسِف            | ۱     | رینز                    | ۱:۳۰     | ۰                       |
| 3    | ای. جی. استایلز | ۱۱    | اُوِنز                    | ۲۷:۵۳    | ۲                       |
| 4    | تایلر بریز      | ۲     | استایلز و رینز          | ۱:۰۰     | ۰                       |
| 5    | کورتیس اکسل     | ۳     | استایلز                 | ۱:۱۱     | ۰                       |
| 6    | کریس جریکو      | ۲۶    | امبروز                  | ۵۰:۵۰    | ۱                       |
| 7    | کین             | ۹     | استرومن                 | ۱۸:۴۴    | ۱                       |
| 8    | گُلداست          | ۴     | اونیل                   | ۵:۵۵     | ۰                       |
| 9    | رایبک           | ۸     | بیگ شو                  | ۱۲:۲۱    | ۰                       |
| 10   | کوفی کینگستون   | ۶     | جریکو                   | ۸:۱۵     | ۰                       |
| 11   | تایتوس اونیل    | ۷     | بیگ شو                  | ۸:۵۵     | ۱                       |
| 12   | آر-تروث         | ۵     | کین                     | ۰:۳۷     | ۰                       |
| 13   | لوک هارپر       | ۱۹    | لزنر                    | ۲۳:۴۰    | ۴                       |
| 14   | استارداست       | ۱۴    | هارپر                   | ۱۳:۵۷    | ۰                       |
| 15   | بیگ شو          | ۱۰    | استرومن                 | ۴:۳۱     | ۱                       |
| 16   | نِویل            | ۱۳    | هارپر                   | ۱۰:۰۴    | ۰                       |
| 17   | براون استرومن   | ۲۰    | لزنز                    | ۱۶:۴۴    | ۵                       |
| 18   | کِوین اُوِنز       | ۱۲    | زین                     | ۴:۲۸     | ۱                       |
| 19   | دین امبروز      | ۲۹    | تریپل اچ                | ۲۹:۳۶    | ۱                       |
| 20   | سَمی زِین         | ۱۶    | استرومن                 | ۴:۳۳     | ۱                       |
| 21   | اریک روئن       | ۱۷    | لزنز                    | ۴:۱۴     | ۲                       |
| 22   | مارک هنری       | ۱۵    | استرومن، هارپر و روئن   | ۰:۳۰     | ۰                       |
| 23   | براک لزنر       | ۲۱    | استرومن، هارپر و روئن** | ۸:۱۳     | ۴                       |
| 24   | جک سوئگر        | ۱۸    | لزنر                    | ۰:۱۵     | ۰                       |
| 25   | د میز           | ۲۲    | رینز                    | ۸:۲۳     | ۰                       |
| 26   | آلبرتو دل ریو   | ۲۳    | رینز                    | ۶:۴۶     | ۰                       |
| 27   | بری وایت        | ۲۵    | تریپل اچ و شیمس         | ۱۰:۴۶    | ۰                       |
| 28   | دالف زیگلر      | ۲۴    | تریپل اچ                | ۷:۰۰     | ۰                       |
| 29   | شیمس            | ۲۷    | رینز                    | ۸:۴۵     | ۱                       |
| 30   | تریپل اچ        | -     | برنده                   | ۸:۰۵     | ۴                       |

(*)- رینز به علت آسیب‌دیدگی تقریباً به مدت ۲۸ دقیقه از میدان خارج بود و دوباره بازگشت.
(**)- استرومن، هارپر و روئن بعد از اینکه حذف شده بودند مجدد به رینگ بازگشتند و لزنر را حذف کردند.

## بازخورد منتقدین
این رویداد در مجموع با بازخورد مثبت منتقدین روبرو شد. بیشتر منقدین مسابقه به‌ظاهر کم‌اهمیت‌تر یعنی مسابقه امبروز/اُوِنز را تحسین کردند و البته در مجموع این نکته را هم ذکر کردند که رویداد امسال از رویداد دو سال گذشته پیشرفت کیفی قابل ملاحظه‌ای داشت.
مایک جانسون از PWInsider.com مسابقه بین قاره‌ای را تحسین کرد و آن را «مقدمه‌ای عالی» برای رویداد و «مسابقه‌ای که ارزش تماشای رویداد را نشان می‌داد» دانست. او نوشت که مسابقه تگ تیم هم مسابقه خوبی برای دو تیم بود و تلاش زیاد و لحظات زیادی داشت که «فکر می‌کردی آخرین لحظه مسابقه است». او مسابقه کمربند ایالات متحده را «مسابقه‌ای خوب» دانست که «برای لوچاها اهمیت قایل شده بود». او مسابقه دیواز را «خوب» و اتفاقات بعد از مسابقه را «فوق‌العاده» توصیف کرد و به این نکته اشاره کرد که «[ساشا] بنکس از تماشاگران بازخورد خیلی خوبی گرفت». جانسون دربارهٔ مسابقه رامبل هم گفت که «مسابقه عالی بود» و به واکنش مثبت تماشاگران به آغاز به کار ای‌جی استایلز اشاره کرد.

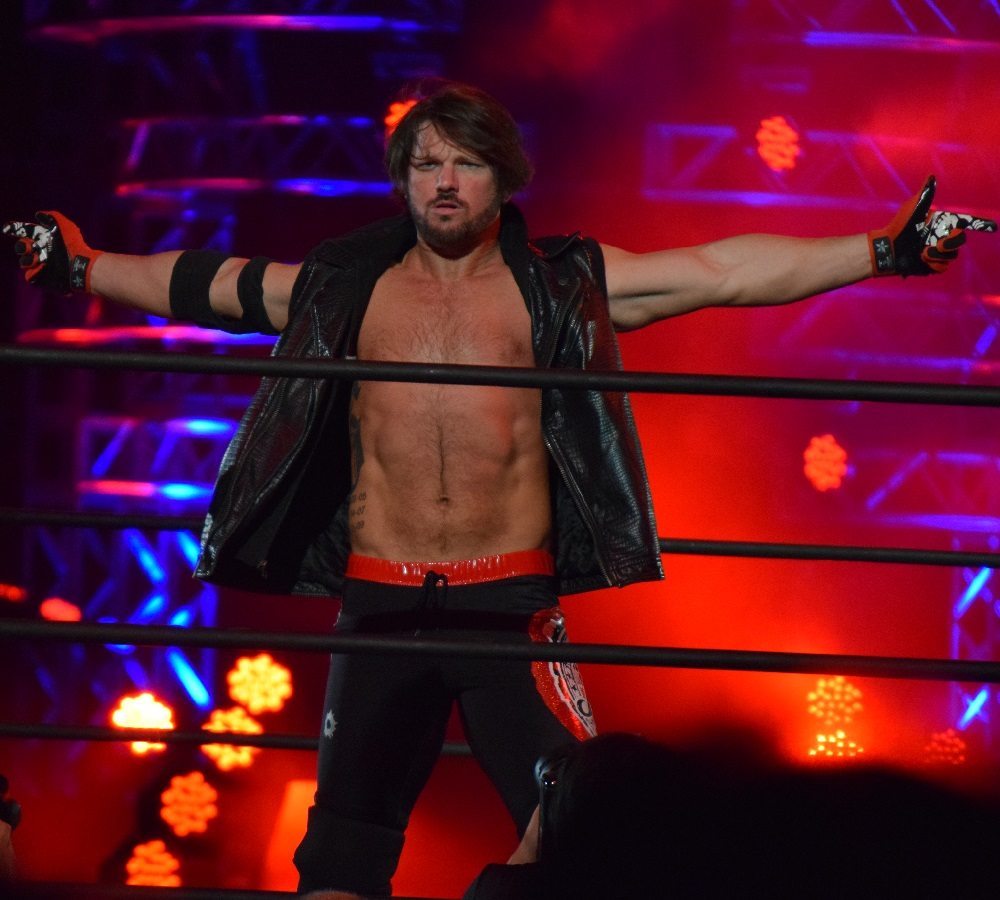
ای‌جی استایلز شروع به‌کار خود در دبلیودبلیوئی را با ورود به مسابقه رویال رامبل به عنوان نفر سوم آغاز کرد.

دِیو شِرِر از PWInsider.com مسابقه امبروز/اُوِنز را بهترین مسابقه دانست و به جدیت تنفر بین دو کشتی‌گیر اشاره کرد که باعث افزایش کیفیت مسابقه شده بود. او مسابقه تگ تیم را هم خیلی مفرح و جالب دید و مسابقه کمربند ایالات متحده را هم خوب دانست «به شرطی که لوچا (کشتی‌گیران ماسک‌دار) و حرکاتشان را در نظر داشته باشی» وگرنه از نظر او بسیاری از حرکات کالیستو اغراق‌آمیز و باورناپذیر بود. در مورد مسابقه دیواز او گفت «امیدوار بودم مسابقه‌ای به سبک ان‌اکس‌تی می‌دیدیم ولی اینطور نشد. خوب بود ولی می‌توانست عالی باشد». همچنین شِرِر صحنه‌ای را که ریک فلر با زور بکی لینچ را بوسید، به‌نوعی آزار و اذیت و تعرض دانست با توجه به اینکه کمپانی، این محتوا برای کودکان هم عرضه می‌کند. شِرِر دربارهٔ مسابقه رامبل هم گفت: «مردم در اورلاندو واقعاً از [رینز] متنفرند… نکته جالب اینست که وینس تصور می‌کرد مردم رینز را تشویق می‌کنند که تصوری اشتباه بود. در واقع مردم [تریپل] اچ را به فِیس (چهره مثبت) تبدیل کردند». از نظر او ورود و پیروزی تریپل اچ غافلگیرکننده نبود. در نهایت هم شِرِر از مک‌ماهون عاجزانه درخواست کرد که صدای طرفداران را بشنود و «برای ای.جی. استایلز لعنتی استوری مناسب فراهم کند».
جیمز مونتگومری از رولینگ استون نوشت: «رویداد امسال رویداد خوبی بود با مسابقه رامبل که به این خوبی افزود و البته با تکیه به مسابقه دیگرش بین امبروز/اُوِنز». او مسابقه ابتدایی بر سر کمربند بین قاره‌ای را «یک مسابقه آی‌سی عالی» دانست و مسابقه تگ تیم را هم «مسابقه خلاقانه‌ای با لحظات خوب خودش» توصیف کرد «با این امید که پایان این دشمنی باشد». او مسابقه کمربند ایالات متحده را «مسابقه خیلی سخت و خوب» دید و امید دارد که کالیستو قهرمانی‌اش را مدت زیادی حفظ کند. مسابقه رامبل از دید مونتگومری «رامبل خوبی بود که دشمنی‌های موجود در آن نمود یافتند و پیشرفت هم داشتند». او نوشت: «آغاز به کار استایلز عالی بود و عملکرد امبروز هم آنقدر خوب بود که گویی پیشرفت او دقیقه به دقیقه ایجاد می‌شود». او استفاده لزنر در این مسابقه را بی‌معنی دانست و اضافه کرد «قهرمانی تریپل اچ در این مسابقه در مجموع قطعاً یک سری از افراد را را آرام و راضی خواهد کرد».
جیمز کادوِل از PWTorch.com هم مسابقه بین قاره‌ای را تحسین کرد و نوشت: «عجب مسابقه‌ای بود؛ درست یک مبارزه بدون توقف که در راستای دشمنی موجود بین دو نفر بود» و بع آن نمره ۴/۲۵ از ۵ داد. او به مسابقه تگ تیم نمره ۲/۲۵ از ۵ داد و آن را مسابقه‌ای با «فراز و نشیب» دانست که «دلیلی برای هیل بودن نو دِی پیدا نمی‌کردیم». او به مسابقه ایالات متحده هم نمره ۲/۷۵ از ۵ داد و آن را «بی‌روح و غیرتماشایی» توصیف کرد و مسابقه دیواز هم از نظر او بیشتر مانند «پلی بود به اتفاقاتی که بعد از مسابقه قرار است اتفاق بیفتد»؛ در اشاره به حضور ساشا بنکس بعد از مسابقه. مسابقه رامبل هم نمره ۳/۷۵ از ۵ گرفت با این توضیح که: «نقاط منفی در مسابقه امسال وجود داشت که نقاط زیبای آن را آسیب می‌زد». او نوشت: «مسابقه رامبل خیلی خوب شروع شد، در اواسط مسخره شد و در پایان طوری شد که مردم نمی‌دانستند با افراد درون رینگ غیر از امبروز چه بکنند».
بعضی منتقدان هم به پایان رویداد انتقاد داشتند. جان پاوِل از Slam! Wrestling به این رویداد نمره ۶ از ۱۰ داده و اظهار داشت: «طرفداران دبلیودبلیوئی مدام مورد بی‌اعتنایی توسط کمپانی واقع می‌شوند، از این جهت که کمپانی به کسانی مانند دین امبروز، کِوین اُوِنز، سَمی زین و نِویل و براک لزنر استوری‌های بهتری فراهم نمی‌کند؛ کسانی را که طرفداران مدام را تشویق می‌کنند» و به جای آن «به پیروزی خودشان و تریپل اچ فکر می‌کنند» تا با نام او «مدتی هرچند چند ماه و کوتاه، دوباره به اوج بیننده و سرتیتر رسانه‌ها برسند». او به مسابقه رامبل نمره ۶ از ۱۰ داده و با بیان اینکه «البته که لحظاتی خوب هم داشت» به این موضوع اشاره کرد که «برخلاف ۲۸ رویال رامبل قبل، اینبار رومن رینز باوجود از دست دادن مدت بسیاری از مسابقه، باز هم اجازه پیدا کرد که در ادامه مسابقه بازگردد». او به مسابقه امبروز/اُوِنز بهترین نمره این رویداد یعنی ۸/۵ از ۱۰ داد و گفت: «این مسابقه خیلی خشن و جالب بود و طی آن، دو کشتی‌گیر با میز و صندلی و کِندو اِستیک، همه جور ضربه‌ای به یکدیگر وارد کردند». او در مورد مسابقه تگ تیم گفت: «یک مسابقه با استانداردهای همیشگی و یکنواخت بود» و به آن ۵ از ۱۰ داد. مسابقه کمربند ایالات متحده هم از دید او «مسابقه‌ای کلاسیک مانند تقابل داوود و جالوت بود» و نمره ۶ از ۱۰ گرفت. مسابقه دیواز «معمولی و با پایانی بسیار ضعیف بود» و نمره ۳ از ۱۰ گرفت. او به مسابقه آغازین هم نمره ۳ از ۱۰ داد و گفت که این مسابقه «خواب‌آور و کسل‌کننده و افتضاح» بود. در پایان هم پاوِل آغاز به کار استایلز در دبلیودبلیوئی را «نقطه‌ای برجسته» در این رویداد خواند و همین‌طور واکنش مثبت تماشاگران به بکی لینچ و دِیمیَن سِنداو را تحسین کرد.